# Gromobran
Gromobran je sredstvo koje se koristi da se udari groma uzemlje. Postavljaju se na visokim građevinama i objektima. Od neke vrste metala su koji privlači grom da udari baš u njega, a ne negde pored, čime se smanjuje rizik da će, recimo, grom pogoditi dimnjak ili krov. Ako je lepo instaliran i povezan sa zemljom, gromobran će struju iz groma sprovesti do zemlje, ne ostavljajući nikakve posledice iza sebe.

## Vrste gromobrana
Gromobran može biti na principu Franklinovog štapa, ili hvataljke sa ranim startovanjem. Gromobran sa ranim startovanjem je novija varijanta, danas već pretežno korišćena, zbog kraćeg vremena startovanja za nekoliko desetina mikrosekundi (maksimalno i zaključno sa 60μs što je regulisano francuskim standardima). Gromobran je izumljen 1749. godine.

## Projektovanje gromobranske instalacije

### Uvod
Uputstvo za projektovanje gromobranske instalacije biće dato principijelno, jer je ova oblast dosta široka u odnosu na raznovrsnost objekata koji treba da se štite od udara groma. Gromobranska instalacija se predviđa za objekte, koji se štite od udara tj. od atmosferskog pražnjenja. U zavisnosti od vrste naelektrisanja čestica u oblastima, atmosfersko pražnjenje može da se javi između: dva oblaka, zemlje i oblaka i oblaka između oblaka i zemlje. Da bi se izbegao udar groma u objekte i ljude, a na osnovu iskustva i saznanja, o prirodi groma, izrađeni su odgovarajući tehnički standardi u saradnji sa standardima IEC. Važeći standardi i propisi su: JUS N.B4.803., JUS N.B4.810., JUS N.B4.811. i dr. objavljeni u Službenom listu SRJ br. 11/96 i Pravilnik o tehničkim propisima o gromobranima objavljenim u Službenom listu SFRJ br. 13/76 koji daju način i upute za izgradnju gromobranske instalacije.

Da bi se uradio konkretan projekat gromobranske instalacije potrebno je prvo odrediti nivo zaštite i odabrati odgovarajuće delove gromobranske instalacije.

## Tehnički proračuni

### Određivanje nivoa zaštite gromobranske instalacije
Nivo zaštite izražava efikasnost gromobranske instalacije. U pravilniku o tehničkim normativima za zaštitu objekta od atmosferskog pražnjenje ( Sl. list SRJ, br.11/1996), definisana su 4 nivoa zaštite gromobranske instalacije: I, II, III i IV.
Za svaki razmatrani objekat, projektant gromobranske instalacije mora proračunati da li je gromobranska instalacija neophodna, a ako je potrebna, projektant mora odrediti i odgovarajući nivo zaštite. Postupak određivanja nivoa zaštite gromobranske instalacije objašnjen je u standardu SRPS N.B4.801:1995.
Prvi korak postupka određivanja nivoa zaštite gromobranske instalacije zahteva odgovarajuću procenu objekta razmatranjem njegovih karakteristika. Određuju se dimenzije i lokacija objekta, aktivnost nevremena (godišnja gustina atmosferskog pražnjenja) u razmatranom regionu, kao i određivanje klasifikacije objekta. Za procenu su osnovni sledeći podaci: učestanost direktnih udara groma u objekat (Nd) i usvojene učestanosti udara groma (Nc).
Vrednost Nd može se izračunati iz izraza:
Nd = Ng x Ae x 10-6 (broj udara / god.)
gde je:
Ng - gustina atmosferskog pražnjenja u tle
Nd - prosečna godišnja gustina pražnjenja (broj udara / km x god.)
Ae - ekvivalentna prihvatna površina objekta u m²
Ako vrednost gustine atmosferskog pražnjenja u tle (Ng) nije poznata, može se proceniti koristeći jednačinu (JUS IEC 1024-1-1 tačka 3,2);
Ng = 0,04xTd1.25 (broj udara / km² x god.) gde je:
Td - broj dana sa grmljavinom u toku godine (uzet iz izokerauničke karte SRPS N.B4.803). Za oblast gde se nalazi lokacija objekta (područje Beograda i okoline), prosečan broj dana sa grmljavinom iznosi 32.
Za naš slučaj:
Ng = 0,04 x 321.25 = 3,044.
Ekvivalentna prihvatna površina Ae se proračunava grafičkom metodom ili preko obrasca Ae = ab+6(a+b)h+9πh².
Vrednost Nc se procenjuje na osnovu analize opasnosti od štete , imajući u vidu faktore kao što su: tip konstrukcije objekta, sadržaj objekta, namena objekta, posledice od udara groma u objekat.
Nd se poredi sa Nc, ukoliko je Nd ≥ Nc gromobranska instalacija za objekat nije potrebna.
Ukoliko je Nd > Nc gromobranska instalacija za objekat je potrebna, pa se efikasnost gromobranske instalacije izračunava na sledeći način:
Er ≥ 1 - Nc / Nd.
Nivo zaštite određuje se u zavisnosti od vrednosti efikasnosti prema tabeli 3 SRPS IEC 1024-1-1. Efikasnost gromobranske instalacije propisana je u propisu za gromobranske instalacije prema nivou zaštite.

### Izbor elemenata gromobranske instalacije /provera efikasnosti gromobranske instalacije

#### Prihvatni sistem
Za zaštitu objekta izabrane su četiri tipa hvataljki sa ranim startovanjem proizvođača Franklin France ili slično i to: jedna hvataljka Δt = 60μs AFB0015SE, tri hvataljke Δt = 45μs AFB0012SE, jedna hvataljka Δt = 30μs AFB0009SE i jedna hvataljka Δt = 15μs, u skladu sa JUS N.B4.810 proizvođača Franklin France, tip AFB0015SE tri komada i AFB0009SE jedan komad, sa vremenom prednjačenja Δt = 60μs, odnosno Δt = 30μs. Hvataljke se postavljaju na stubove na zemlji i na stub na objektu restorana. Stubovi za hvataljke 1,2 i 3 su visine 7m, dok je stub montiran na objekat visine 3m.
Sve hvataljke montirane u kompleksu se koriste za zaštitu zidanih objekata i površina, dok su ostali objekti, tobogani, koji imaju metalnu konstrukciju direktno uzemljeni i predstavljaju sami za sebe prihvatnu površinu. Simboli korišćeni u proračunima:
r'max [m] - maksimalno rastojanje štićene tačke određenog nivoa
h[m] - vertikalno rastojanje od vrha štapne hvataljke do nivoa štićene tačke
R[m] - poluprečnik fiktivne sfere čela silaznog trasera, takozvano udarno rastojanje
v[m/μs]- brzina uzlaznog trasera, čija je usvojena vrednost prema
JUS N.B4.810.
Za vertikalna rastojanja od vrha štapne hvataljke do nivoa štićenih tačaka, koja su manja od 5m, za izračunavanje zaštitne zone ne koristi se prethodna formula, već se određuje po preporuci, odnosno tehničkom uputstvu proizvođača hvataljke sto je prikazano u sledećoj tabeli:

Napomena: za vrednosti h, koje nema u tabeli, maksimalno rastojanje je izračunato metodom interpolacije.
Na osnovu određenih poluprečnika štićenog prostora za karakteristične tačke štićenog prostora (objekta), zaključujemo da se ugradnjom hvataljki sa uređajem za rano startovanje sa vremenom prednjačenja Δt ≥ 60, 45, 30 i 15μs, ostvaruje zahtevani nivo zaštite od atmosferskog pražnjenja celokupnog objekta i predviđenog dvorišta u svim pravcima.

#### Spusni provodnici
Projektovan je sistem spusnih provodnika sa dva glavna spusta (vertikalno, najkraćim putem) od hvataljke do izvoda sa uzemljivača. Za spusne provodnike koristite se trake FeZn 20x3, polažene na odgovarajuće potpore po krovnoj konstrukciji i niz fasadu objekta. Povezivanje spusnih provodnika sa izvodima sa uzemljivača izvesti ukrsnim spojem traka-uže, JUS N.B4. 936. Za svaki spusni provodnik predviđen je merno ispitni spoj, koji je smešten u kutiju ispitnog spoja u fasadnom zidu na visini od oko 1,7m od nivoa tla.
Na svakom spusnom provodniku je predviđena montaža merno-rastavnog spoja. Gromobranske hvataljke su opremljene i brojačem udara groma
Na objektima gde postoji gromobranska instalacija i spusni provodnici, iskoristiti dva spusta sa najboljim otporom.

#### Sistem za uzemljenje gromobranske instalacije
Svaki od spustova biće povezan na novi ili postojeći uzemljivač. Postojeći uzemljivač je izveden trakom FeZn 25x4mm. Merenjem na terenu je utvrđeno da su uzemljivači najvećim delom u dobrom stanju i da zadovoljavaju potrebnu otpornost.
Novi uzemljivač je predviđen za gromobranske hvataljke, koje se postavljaju na stubove na zelenoj površini. Novi uzemljivač će biti izveden kao sistem od tri cevna uzemljivača, SRPS N.B4.942 3000/76.1, postavljenih u red i međusobno povezivanih trakom FeZn 25x4, položenom u zemlju.

### Otpor rasprostiranja uzemljivača
Cevni uzemljivač polažemo u vertikalan položaj na odstojanju 2m od objekta. Iznad cevnih uzemljivača postavljaju se šahtovi od betona koji služe pri merenju otpora uzemljenja kao i stanja uzemljivača i spojeva na njima.
1. Dubina polaganja uzemljivača (elektroda) u zemlju utiče dosta na otpornost uzemljena. Zna se da promena otpora je osetljiva na dubine do 2,5m, a na dalje se slabo menja.
2. Prečnik uzemljivača manje utiče od dubine polaganja uzemljivača. Sa povećanjem prečnika se ne dobija znatno na provodnosti.
3. Raspored elektroda utiče na otpor uzemljenja. Otpor uzemljenja se menja sa promenom odstojanja medu elektrodama. Tako da otpor uzemljenja naglo pada kod povišenja odstojanja među cevima do 2m, a zatim se blago menja sa povećanjem odstojanja.
4. Broj elektroda utiče ograničeno na vrednost otpora uzemljenja, odnosno povećanjem broja elektroda iznad određenog, neće se postići odgovarajući efekat na smanjenje otpora uzemljenja. Naime, povećanjem broja elektroda ne postiže se obrnuto proporcionalno smanjenje otpora uzemljenja.

#### Otpor cevnih uzemljivača
Kod polaganja više cevi u zemlju (u cilju smanjenja otpora uzemljenja) ukupni prelazni otpor se neće smanjiti proporcionalno broju cevi zbog međusobnog uticaja cevi. Ukupni otpor n komada cevi, bez međusobnog uticaja cevi bio bi:
Rn = R/n gde je :
Rn – ukupni otpor n komada sondi (Ω)
R – otpor pojedine sonde(Ω)
n – broj sondi
Što je rastojanje među cevima veće (l), utoliko je međusobni uticaj cevi manji.
Na osnovu gore navedenog usvajamo sistem od četiri cevna uzemljivača dužine L = 3m, ukopanih na dubini od h = 0,8m. Međusobno rastojanje između njih je l = 12m, i uzemljivači su položeni u red. Za specifičnu otpornost tla usvajamo vrednost od ρ = 70Ωm.

#### Otpor trake
Otpor temeljnog uzemljivača iznosi Ru = 3,176 Ω < 4 Ω.

Prema odredbama SRPS N.B4.802 vrednost udarne ekvivalentne otpornosti uzemljivača Re, u funkciji specifične otpornosti zemljišta ρ ≤ 70[Ωm] i usvojenog nivoa zaštite, ne sme da bude veća od R = 4>3,176Ω.

## Prilog o primenjenim merama bezbednosti i zaštite zdravlja
O primenjenim propisanim merama i normativima zaštite na radu pri projektovanju električnih instalacija u smislu člana 9. Zakona o bezbednosti i zdravlju na radu Republike Srbije (Službeni glasnik Republike Srbije br. 101/2005).

### Opasnosti i štetnosti koje se mogu javiti pri korišćenju električnih instalacija
- Opasnost od električnog udara
- Opasnost od previsokog napona dodira i napona koraka
- Opasnost od pogrešnog manipulisanja
- Opasnost od požara
- Opasnost od uticaja vode, vlage i prašine , ekspl. i zapaljivih materijala i hemijskih uticaja
- Opasnost od slučajnog mehaničkog oštećenja
- Opasnost od uticaja struje zemljospoja
- Opasnost od statičkog elektriciteta
- Opasnost od uticaja elektromagnetnog polja

### Predviđene mere za otklanjanje opasnosti i štetnosti pri korišćenju električnih instalacija
- Zaštita od električnog udara predviđena je automatskim isključenjem pri pojavi greške (instalacioni automatski prekidači)
- Zaštita od previsokog napona dodira rešena je sistemom sniženog napona, pravilnim izborom opreme, uzemljenjem svih metalnih delova koji ne pripadaju strujnim krugovima i pravilnim izborom uzemljivača.
- Izborom opreme ugrađene po standardima izbegnuta je opasnost od pogrešnog rukovanja.
- Zaštita od požara je rešena pravilnim izborom električne opreme koja pri pravilnom izvođenju i propisnom održavanju ne može biti uzrok požara.
- Opasnost od uticaja vode, vlage i prašine, eksplozivnih i zapaljivih materijala i hemijskih uticaja izvršena pravilnim izborom opreme koja je birana prema nameni i mestu ugradnje uzimajući u obzir uslove rada što je naznačeno na crtežima i u tekstualnoj dokumentaciji.
- Opasnost od slučajnog mehaničkog opterećenja ne postoji pošto je sva oprema u kućištu od metala, a svi kablovi su na mestima gde postoji opasnost od mehaničkih oštećenja položeni u zaštitne cevi. Lociranje opreme je vršeno tako da nije izloženo mehaničkim oštećenjima.
- Izvođenjem zajedničkog temeljnog uzemljivača izbegnuta je opasnost od struje zemljospoja.
- Opasnost od statičkog elektriciteta otklonjena ja pravilnim izvođenjem uzemljenja.
- Opasnost od uticaja elektromagnetnog polja je predviđena primenom zaštitnih mera prilikom paralelnog vođenja i ukrštanja sa energetskim vodovima kao i izvođenjem uzemljenja armatura | armature kablova.

### Opšte napomene i obaveze
- Izvođač radova je u obavezi da uradi poseban elaborat o uređenju gradilišta i redu na gradilištu.
- Proizvođač oruđa za rad na mehanizovani pogon je obavezan da dostavi uputstvo za bezbedan rad i da na oruđu potvrdi da su na istom primenjene propisane mere i normativi zaštite na radu.
- Radna organizacija je obavezna da na 8 dana pre početka rada obavesti nadležni organ inspekcije rada o početku rada.
- Radna organizacija je obavezna da izradi normativna akta iz oblasti zaštite na radu (Samoupravni sporazum o zaštiti na radu[4]; Program za obučavanje i vaspitanje radnika iz oblasti zaštite; Pravilnik o ispitivanju radnika iz oblasti zaštite[5]; Pravilnik o pregledima, ispitivanjima i održavanju oruđa, uređaja i alata; Program mera unapređenja zaštite na radu i dr.).
- Radna organizacija je obavezna da izvrši obučavanje radnika iz materijala zaštite na radu i da upozna radnike sa uslovima rada i opasnostima i štetnostima u vezi sa radom, te obavi proveru sposobnosti radnika za samostalan i bezbedan rad.
- Radna organizacija je obavezna da utvrdi radna mesta sa posebnim uslovima rada ukoliko takva mesta postoje.
- Radna organizacija kod koje se pri radu pojavljuju eksplozivne smeše, mora imati pravilnik o rukovanju električnim postrojenjima koja su eksplozivno zaštićena kao i o evidenciji izvođenja radova izgradnje, opravki i održavanja tih postrojenja. Tim pravilnikom treba predvideti i obavezne povremene preglede tih postrojenja kao i rokove ovih pregleda s tim da oni ne mogu biti duži od jedne godine.
- Prilikom nabavke oruđa za rad i uređaja uz dokumentaciju koja se prilaže uz oruđe za rad i uređaje moraju se pribaviti i podaci o njihovim akustičnim osobinama iz kojih će se videti da buka na radnim mestima neće prelaziti dopuštene vrednosti. Ako je za ispunjenje uslova o dopuštenim vrednostima buke potrebno preduzimanje posebnih mera (prigušivači buke, elastična podleganja i sl.) u pomenutoj dokumentaciji moraju biti naznačene te mere.
- Sva oprema i materijali, predviđeni ovim projektom moraju da odgovaraju svim važećim jugoslovenskim tehničkim propisima i standardima.
- Sva postrojenja i održavanje istih moraju se uskladiti sa postojećim propisima.
- Svuda gde to propisi zahtevaju, postaviti vidno označene natpise sa upozorenjima: visina napona, namena određene opreme, druga važna obaveštenja.
- Pri izvođenju radova ili remonta postrojenja i opreme obavezno je postaviti opomensku tablicu u pogledu: stanja uključenosti/isključenosti, zabrana, druga važna obaveštenja za rukovaoca.
- Pri rukovanju i manipulaciji u postrojenju, obavezna je primena zaštitne opreme i sredstava.

## Tehnički opis
Kompleks se sastoji od oko 20 objekata, različitih dimenzija i namena. Proračunima je određena ekvivalentna površina i nivo zaštite za svaki objekat posebno. Na osnovu proračuna, predviđeno je postavljanje gromobranskih hvataljki sa uređajem za rano startovanje na više pozicija, montiranih na objekte i na stubove pored objekata. Hvataljke se postavljaju na objektima na nosačima na zidu i na nosačima sa zategama na objektu i na slobodnostojećim stubovima na zelenoj površini.
Klasa nivoa zaštite određuje se prema članu 6. Pravilnika o tehničkim normativima za zaštitu objekata od atmosferskog pražnjenja.
Za svaki razmatrani objekat, je proračunat da li je gromobranska instalacija neophodna, a ako je potrebna, određen je odgovarajući nivo zaštite. Postupak određivanja nivoa zaštite gromobranske instalacije objašnjen je u standardu SRPS N.B4.801:1995.
Projektom je predviđeno postavljanje 6 gromobranskih hvataljki i to: 1 hvataljka sa prednjačenjem Δt = 60μs, tri hvataljke Δt = 45μs, jedna hvataljka Δt = 30μs i jedna hvataljka Δt = 15μs.
Prva gromobranska hvataljka je sa vremenom prednjačenja Δt = 45μs. Postavlja se na stub na zelenoj površini pored zgrade Ambulante. Stub je visine 22m. Ovom hvataljkom se štite objekti dom zdravlja (15), stara štamparija (19), benzinska stanica (20), prijavnica i stambeni objekat.
Druga gromobranska hvataljka je takođe, sa vremenom prednjačenja Δt = 45μs. Postavlja se na stub na zelenoj površini između zgrada Arhive i Perso centra. Stub je visine 15m. Ovom hvataljkom se štite objekti zgrade direkcije prodaje (8), zgrada personalizacije (9), pogon za obradu rastvora (10), magacini hemikalija i otpisanih mašina (11 i 12), arhiva (13) i benzinska stanica (20).
Treća gromobranska hvataljka se postavlja na Proizvodno pogonskoj zgradi (2) na visini 36m. Montira se na zid najvišeg dela objekta, na standardni nastavak dužine 2m. Hvataljka je sa prednjačenjem Δt = 60μs. Ova zgrada je najviši i najveći objekat u kompleksu, pa se na objektu postavlja još jedna hvataljka, četvrta sa vremenom prednjačenja Δt = 15μs. Montira se na visini 24m, na zid nižeg dela objekta, na standardni nastavak dužine 2m. Ovim hvataljkama se štiti i najveći broj objekata i najveća površina kompleksa. Hvataljkom 3 se štite najveći deo objekta Proizvodno pogonske zgrade (2), Upravna zgrada (1), deo objekata uz ogradu (3), zgrada Energetike (7) i prijavnice (14a i 14b). Hvataljkom 4 se štiti deo objekta Proizvodno pogonske zgrade (2) i deo objekata uz ogradu (3).
Peta hvataljka se postavlja na Proizvodnoj zgradi kovnice (4). Gromobranska hvataljka je sa prednjačenjem Δt = 45μs. Ova hvataljka štiti dati objekat, kao i susedne objekte radionice boja sa magacinom boja (5) i skladište mazuta (6). Gromobranska hvataljka se postavlja na krov objekta, na stub na visini 14m. Stub je visine 4m sa zategama i nosećom konstrukcijom.
Šesta hvataljka se postavlja, takođe na Proizvodnoj zgradi kovnice (4). Gromobranska hvataljka je sa prednjačenjem Δt = 30μs. Ova hvataljka štiti dati objekat, kontejnere za smeštaj maziva, nafte i zapaljivih tečnosti (16a, 16b), rezervoar za smeštaj hemikalija i skladište tehničkih gasova (18). Montira se na visini 13m, na zid nižeg dela objekta, na standardni nastavak dužine 2m.
Za svaku hvataljku je predviđeno montiranje dva spusna provodnika, koja se povezuju na uzemljivač. Na svakom spusnom provodniku je predviđena montaža merno-rastavnog spoja. Gromobranske hvataljke su opremljene i brojačem udara groma. Spusni provodnici su predviđeni da se izvedu od čelične pocinkovane trake FeZn 20x3mm. Na objektima gde postoji gromobranska instalacija i spusni provodnici, iskoristiti dva spusta sa najboljim otporom.

## Spisak primenjenih propisa

### Zakoni i pravilnici
Pri izradi ovog projekta korišćeni su sledeći relevantni tehnički propisi, standardi i katalozi proizvođača opreme:
- Zakon o planiranju i izgradnji, Službeni glasnik RS broj 72/09, 81/09, 64/10, 24/11, 121/12, 42/13 OUS i 50/13 OUS[7]
- Zakon o bezbednosti i zdravlju na radu, Službeni glasnik SRS broj 101/05[8]
- Pravilnik o tehničkim normativima za zaštitu objekta od atmosferskog pražnjenja, Službeni list SRJ broj 11/96.[9]

### Standardi
- SRPS.N.A0.826 Električne instalacije u zgradama. Termini i definicije
- SRPS.IEC 1024-1 Gromobranske instalacije. Opšti uslovi[10]
- SRPS.IEC 1024-1-1 Gromobranske instalacije. Određivanje nivoa zaštite
- SRPS.N.B4.802 Gromobranske instalacije. Postupci pri projektovanju, izvođenju, održavanju, pregledima i verifikacijama
- SRPS.IEC 1312-1 Gromobranske instalacije. Zaštita od elektromagnetskog impulsa atmosferskog pražnjenja. Opšti principi
- SRPS.N.B4.9XX Gromobrani. Elementi instalacije

## Spoljašnje veze
- Zvanični veb-sajt